# Cardamine enneaphyllos
Cardamine enneaphyllos — вид квіткових рослин з родини капустяних (Brassicaceae). Ареал: Європа (Албанія, Австрія, Чехія, Словаччина, Німеччина, Угорщина, Італія, Польща, Румунія, Боснія і Герцеговина, Хорватія, Чорногорія, Північна Македонія, Сербія, Словенія).

## Екологія
Росте в гірських буково-ялицевих лісах, на слаболужних і слабокислих ґрунтах, але частіше на вапняках, на багатих поживними речовинами ґрунтах, в зоні від передгір'я до гір. Цвіте з квітня по червень

## Біоморфологічна характеристика
Це багаторічна трав'яниста рослина 20–30 см заввишки. Стебло пряме, нерозгалужене, голе. Приземні листки черешкові, до 30 см завдовжки, стеблових по 3(4) в кільці, черешкові, 3-листочкові, листочки від яйцювато-ланцетних до ланцетних, по краю пилчасті. Квіткова китиця 3–4-квіткова, злегка поникла, пелюстки віночка оберненояйцеподібні, жовті. Плід — стручок.